# Paul Horan
Paul Horan OCarm (* 17. Oktober 1962 in Drangan, County Tipperary, Irland) ist ein irischer Ordensgeistlicher und römisch-katholischer Bischof von Mutare.

## Leben
Paul Horan war zunächst für die irische Buchhaltervereinigung Chartered Association of Certified Accountants of Ireland, bevor er der Ordensgemeinschaft der Karmeliten beitrat. Er studierte von 1990 bis 1995 am Milltown College in Dublin. Am 15. Oktober 1995 legte er die ewige Profess ab und empfing am 7. Juni 1997 die Priesterweihe.
Nach weiteren Studien erwarb er 2001 an der Katholischen Universität von Amerika einen Master of Arts in Spiritueller Theologie. Im gleichen Jahr ging er als Missionar nach Simbabwe, wo er zunächst Sprachkurse in Shona und Missionspraktika absolvierte. Bis 2004 leitete er das Postulat und anschließend bis 2006 das Noviziat der Karmeliten in Rusape. Nach zwei Jahren in der Pfarrseelsorge wurde er im Jahr 2008 Direktor der katholischen Schule Kriste Mambo in Rusape.
Papst Franziskus ernannte ihn am 28. Mai 2016 zum Bischof von Mutare. Die Bischofsweihe empfing er am 27. August desselben Jahres.